# 35441 Кіоко
35441 Кіоко (35441 Kyoko) — астероїд головного поясу, відкритий 31 січня 1998 року.
Тіссеранів параметр щодо Юпітера — 3,380.